# زولتسموس
زولتسموس (به آلمانی: Sulzemoos) یک شهر در آلمان است که درناحیه داخاو واقع شده‌است.

## خصوصیات
زولتسموس ۱۹٫۰۴ کیلومترمربع مساحت دارد ۵۰۴ متر بالاتر از سطح دریا واقع شده‌است.